# 童話世界 (遊樂園)
兒童世界，位於新竹縣關西鎮、桃園市龍潭的交界處，曾是1980年代的兒童樂園。原址現已成佛教「臨濟宗」的清修之地，名為「佛陀世界」，出家人們在當地居住、修習佛法已多年。

## 簡介
此園區佔地約二十餘公頃，行政區域屬於新竹縣關西鎮馬武督。曾為1986年台灣電影《北斗新拳》（台灣版北斗神拳續作）的拍攝場景。
因位於石門水庫上游的集水區內，管理單位基於水資源的保護禁止開發，因而導致後來廢棄。最後由比丘尼心淳法師承接，此處亦更名為「佛陀世界」，不過園區內昔日童話世界時期的歷史城堡建築至今依舊存在。
目前平日不對外開放，只有周末才有對外開放參觀。
疫情期間，目前不對外開放。

## 外部連結
- YouTube上的童話世界遊樂園(現 佛陀世界)現況